# Троицкое кладбище (Елабуга)
Троицкое кладбище (Ансамбль Троицкого кладбища, тат. Троицк зираты ансамбле) — кладбище между Верхним городом и Центром города Елабуга. 

## История
Троицкое кладбище было заложено в 1770 г. по указу императрицы Екатерины II и в те годы находилось за городской чертой в полукилометре к западу. В 1772 г. на территорию кладбища была перевезена деревянная церковь, до того располагавшаяся у упразднённого Троицкого монастыря на месте Чёртова городища. По названию церкви кладбище также начало именоваться Троицким.
В 1824 г. деревянная Троицкая церковь была разобрана, и на её месте после нескольких лет строительства возвели новую церковь на средства купца Фёдора Григорьевича Чернова. Здание новой церкви было построено в стиле позднего классицизма, имело вид ротонды с колоннадой, с двумя этажами, галереей и колокольней.
На кладбище хоронили именитых горожан Елабуги: купцов Шишкиных, Ушковых, Стахеевых, Черновых, Гирбасовых, а также родители художника И. И. Шишкина. Здесь также находится могила кавалерист-девицы Н. А. Дуровой с памятником, установленным в 1901 г. Всего здесь было до 3 тысяч надгробий. К началу XX в. Елабуга разрослась, и кладбище оказалось внутри неё. Поэтому его закрыли, а новое кладбище открылось на Гаринской дороге в северной части Елабуги.
В 1930-х гг. кладбище пришло в запустение, Троицкая церковь и большинство надгробий были разрушены, большая часть территории кладбища была застроена
Восстанавливать кладбище и окружающую местность начали только в 1990-х гг. В 1997 г. была восстановлена уцелевшая часть кладбища, находящаяся рядом Троицкая площадь была облагорожена. В 2010 г. территории Троицкого кладбища присвоили статус памятника-мемориала, и остатки кладбища вместе с руинами Троицкой церкви внесли в список объектов культурного наследия Российской Федерации как «Ансамбль Троицкого кладбища». Перед входом на Троицкое кладбище в 1993 г. был установлен памятник Н. А. Дуровой.

## Галерея
- Ворота Троицкого кладбища в Елабуге
- Памятник Н. А. Дуровой перед воротами Троицкого кладбища
- Надгробия на Троицком кладбище
- Могила Н. А. Дуровой на Троицком кладбище